# Georg Knott
Georg Knott (* 25. August 1914 in Eggstätt; † 22. Dezember 1994 in Rimsting) war ein deutscher Politiker (BP). Er war von 1950 bis 1954 Mitglied des Bayerischen Landtages und von 1948 bis 1978 Landrat von Rosenheim. 

## Leben
Nach Knotts Lehrzeit war er anschließend ein Jahr bei der Bayerischen Landespolizei aktiv. Er bereitete sich vier Jahre im Selbststudium auf die Gymnasialreifeprüfung vor und studierte von 1933 bis 1939 Rechtswissenschaften und Volkswirtschaftslehre an den Universitäten Innsbruck und München. Im Jahr 1939 wurde er von der Gestapo wegen Vorbereitung zum Hochverrat verhaftet. Es folgte eine vierjährige Gestapo- und Untersuchungshaft und eine Anklage vor dem Volksgerichtshof. Zum Hochverratsprozess kam es 1944.
Nach dem Krieg war er von 1945 bis 1948 Bürgermeister der Gemeinde Eggstätt und Mitarbeiter des Bayerischen Bauernverbandes. Er agierte von 1947 bis 1948 als Vorsitzender der Spruchkammer Rosenheim-Land und war von 1948 bis 1978 Landrat von Rosenheim. Auf seine Initiative als Landrat wurde ein 27 % geringerer Hagelschaden durch einen zehnjährigen Versuch zur Reduzierung von Hagelschäden im Landkreis Rosenheim durch gezielten Einsatz von Silberjodid in der Atmosphäre erreicht.
Knott war vom 27. November 1950 bis zum 13. Dezember 1954 für den Stimmkreis Rosenheim-Stadt, Rosenheim-Land Mitglied des Bayerischen Landtages sowie der dortigen BP-Fraktion. Im Landtag war er des Weiteren Mitglied des Ausschusses für kulturpolitische Angelegenheiten, des Ausschusses für Grenzlandfragen, des Ausschusses für Rechts- und Verfassungsfragen, des Ausschusses für kulturpolitische Angelegenheiten, des Ausschusses zur Einbringung von Vorschlägen zur Verwaltungsvereinfachung und stellvertretendes Mitglied des Zwischenausschusses.